# Macrocneme lades
Macrocneme lades là một loài bướm đêm thuộc phân họ Arctiinae, họ Erebidae.